# عبد الوهاب الحسكي
عبد الوهاب الحسكي (1359هـ ـ1440هـ/ 1941م ـ2019م ) فنان سوري ، يُعرف بمسيرته الفنية  في المسرح، التلفزيون، السينما، والإذاعة من الوجوه الفنية السورية وظل يعمل حتى سنواته الأخيرة قبل وفاته.

## ولادته وتحصيله
وُلد عبد الوهاب الحسكي (1359هـ / 1941م ) في مدينة دمشق. بدأ شغفه بالمسرح مبكرًا، حيث التحق بالهيئة العامة التأسيسية لـ جمعية المسرح الحر بدمشق عام 1959. يُعد من رواد المسرح السوري، وشارك في العديد من الأعمال المسرحية البارزة

## اعماله
المسرح الحر شارك في عروض أخرجها الفنان الكبير عبد اللطيف فتحي، منها مسرحية "قسمة ونصيب".
مسرحيات هامة:
- "الثورة السورية" عام 1960، بإخراج قيسية السعدي.
- "دنيا النفاق" بجانب الفنان الراحل سعد الدين بقدونس، وإخراج الفنان الراحل رفيق سبيعي.
- "شيء في عقلي" بطولة محمود جبر وإخراج صبري عياد.
- المسرح الجوال: شارك مع نخبة من الفنانين مثل نزار فؤاد حنبلي وسعد الدين بقدونس.
- مع محمود جبر: شارك في أعمال مثل "النهب"، "سراديب الضايعين".
- "ليلة أنس" مع الفنان ناجي جبر.
- "الدب" على المسرح الدرامي في دار الأوبرا.
- مسرح العرائس: التحق بمسرح العرائس التابع لوزارة الثقافة، وأوفد إلى القاهرة عام 1969 بصفته مخرجًا ومحركًا للدمى، مما يدل على موهبته المتعددة الجوانب.

مشاركاته التلفزيونية
له العديد من المشاركات البارزة في الدراما التلفزيونية السورية، حيث جسد أدوارًا متنوعة علقت في أذهان الجمهور:
- يوميات مدير عام (الجزء الأول - 1997): أدى دور "أبو حامد، أمين المستودع"، وهو من أشهر أدواره.
- أسعد الوراق (1975).
- زقاق المايلة (1972).
- عمر الخيام (2002).
- الجمل (1999).
- الخوالي (2000).
- نبيهة ونبهان (مع فهد كعيكاتي).
- أبو المفهومية (2003): دور موظف في مديرية الزراعة.
- حكايا المرايا (مرايا 2001) وسلسلة مرايا المتنوعة.
- نزار قباني (2005).
- الوصية (2002).
- جحا (2002).
- فرسان الكلام.
- العشرة الطيبة.
- حاميها حراميها.
- وغيرها الكثير مثل: "ليل المسافرين"، "الرحيل إلى الوجه الآخر"، "وردة لخريف العمر"، "سحر الشرق"، "الغرباء لا يشربون القهوة"، "ليلة أنس"، "الصحفية الحسناء"، "وجهًا لوجه"، "حكاية من حارتنا".

مساهماته السينمائية والإذاعية:
لم تقتصر أعماله على المسرح والتلفزيون، بل امتدت لتشمل السينما والإذاعة:
- سينمائيًا: شارك في أفلام مثل "عملية الساعة السادسة" و**"الصحفية الحسناء"**.
- إذاعيًا: له مساهمات في برامج إذاعية شهيرة مثل "حكم العدالة"، و**"برنامج صور من الحياة"**، بالإضافة إلى تقديمه برامج إذاعية مختلفة.
- الدوبلاج: شارك في دبلجة أعمال شهيرة مثل "أسطورة زورو"، "وداعًا ماركو"، و**"فيكي الفايكنج"**.

يُعد عبد الوهاب الحسكي فنانًا متكاملًا أسهم بشكل كبير في إثراء الحركة الفنية السورية بموهبته وتنوع أدواره على مدار عقود طويلة.

## وفاته
توفي عبد الوهاب الحسكي يوم الاثنين كانون الاول 2019م ودفن في مقبرة ذو الكفل الاولى.